# 東雲ゴルフ場
東雲ゴルフ場（しののめゴルフじょう）は、かつて東京都江東区有明にあったゴルフ場。1952年（昭和27年）に開場したが1981年（昭和56年）12月に都の要請により閉鎖された。
なお、施設名については「東雲ゴルフクラブ」「東雲ゴルフ倶楽部」といった表記もなされている。

## 歴史
東京湾の埋立地に16万坪の用地をもって造成された。運営は株式会社東雲スポーツセンターで、東京都港湾局から土地を借りて創立され、初代の理事長は元東京都長官の松井春生が務めた。コース設計を担当したのは井上誠一である。18ホール、6530ヤードでパー72であった。
当時としては本格的な300ヤードのドライビングレンジを備える二階層の建物があった。建物内には軽食がとれる喫茶コーナーやゴルフグッズの販売店なども併設されていた。中村寅吉らの著名ゴルファーに加え、政治家の岸信介・佐藤栄作の兄弟、財界人の江戸英雄や
五島昇らもプレーしたことがあった。
また、日本女子プロゴルフ協会の前身となる同好会の発会式は当ゴルフ場でおこなわれた。
前記の通り東京都からの借地（10年期限の借地契約）に設営された施設だった。開場3年後の1955年に東京湾岸道路の計画が発表されると、ゴルフ場の土地は都に返還される方向となり、会員は移転先の検討に入った。移転先をめぐって会員の意向は二つに割れ、理事長の松井は長野県に大浅間ゴルフクラブを、常務理事の天野健雄は埼玉県に嵐山カントリークラブを、それぞれ先導して開発した。
しかし、結局予定された10年を超えて営業を続け、最終的に臨海開発に伴う用地返還のためにゴルフ場が閉鎖されたのは、開場から29年後の1981年12月だった。施設のうちドライビングレンジは「晴海ゴルフセンター」の名称でさらに18年営業した（1999年閉鎖）。跡地は有明テニスの森公園のほか、ドライビングレンジは木村屋総本店の工場敷地となっている。
その後ゴルフ場は東雲スポーツセンターの手で栃木県塩谷郡高根沢町に「東雲ゴルフクラブ」（1984年開場）として再開されたが、2005年（平成17年）3月に民事再生法の適用を申請して倒産した。再生手続は2008年（平成20年）に終結し、2009年12月にシャトレーゼの傘下になっている。
また、現在の周辺地域では、都営のゴルフ場若洲ゴルフリンクス（1990年オープン）が存在する。